# Sed Tengo (Gregorio Fernández)
Sed Tengo es una obra realizada por Gregorio Fernández y su taller entre 1612 y 1616. Procesionado el Viernes Santo por la Cofradía de las Siete Palabras, el grupo escultórico está ubicado en el Museo Nacional de Escultura, en Valladolid (Castilla y León, España).

## Historia

### Origen
En el cabildo oficiado el 17 de abril de 1612 por la Cofradía Penitencial de Nuestro Padre Jesús Nazareno, el maestro de pasamanería Pedro Márquez, en representación de todos los maestros del gremio de pasamaneros, dio como limosna a la hermandad un paso integrado por una imagen de Cristo crucificado y dos sayones, grupo que procesionó por vez primera en la Semana Santa de ese mismo año según el acta del cabildo precedente, con fecha del 14 de abril. Parece ser que inicialmente el conjunto fue concebido como una obra de mayor tamaño que con posterioridad se acabaría completando ya que resulta altamente improbable que se considerase suficiente un paso conformado tan solo por tres imágenes cuando en Valladolid había grupos escultóricos procesionales integrados por numerosas figuras, como La Elevación de la Cruz, obra realizada por Francisco del Rincón entre 1604 y 1606 para la Cofradía Penitencial de la Sagrada Pasión de Cristo. A mayores, la documentación conservada relativa a grupos procesionales de la época permite confirmar que los escultores elaboraban dibujos y bocetos en barro a pequeña escala destinados a ser examinados y aprobados por los clientes, siendo probable que este proceso se diese también en este caso y que en principio Fernández hiciese entrega de las tres primeras imágenes con la intención de completar el conjunto en cuanto las donaciones así lo permitiesen. De acuerdo con un acta del cabildo con fecha del 27 de febrero de 1616, hecha pública por José Martí y Monsó, se deduce que en los años inmediatamente posteriores el conjunto fue objeto de reformas: «[...] que en el año seiscientos y doce los señores pasamaneros desta ciudad abian dado de limosna a esta santa cofradía el paso de cristo con dos sayones y que para efecto de lo acabar esta santa cofradia les abia prestado setecientos reales y que rrespeto de tienpos tan esteriles no podían cumplir y hera bien desde luego se les perdonase a los dichos señores pasamaneros lo que esta santa cofradia les abia prestado». El acta no aclara si el paso contaba para entonces con más imágenes o únicamente con las tres del principio ni tampoco si el dinero prestado era para acabar de pagar la obra o para añadir más figuras, puesto que en 1662 se lo denomina «Paso Grande», indicativo de que había sido ampliado.

### Desintegración y recuperación

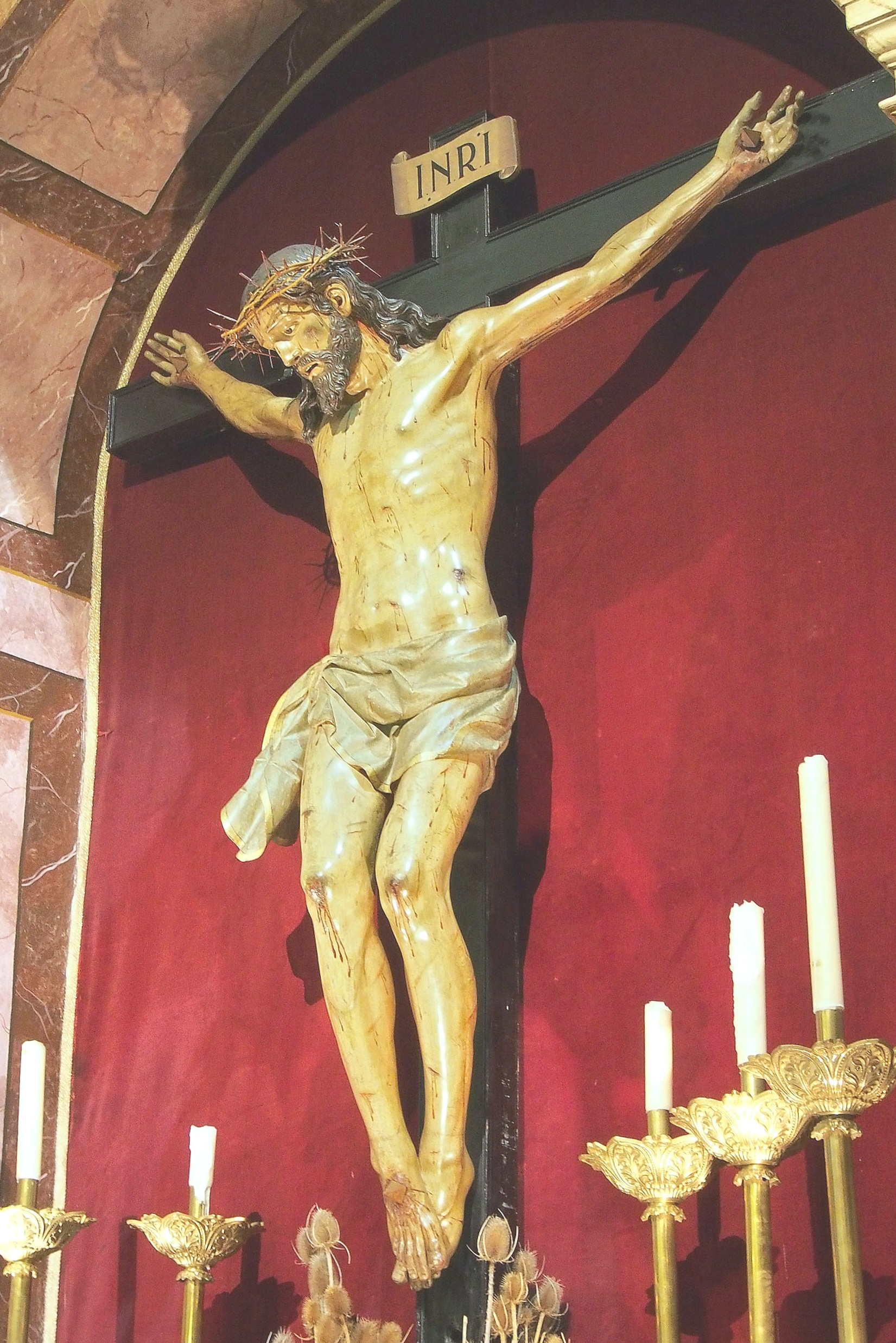
Santísimo Cristo de la Agonía (1684), por Juan Antonio de la Peña.

Custodiado el conjunto en el Convento de San Agustín, primitiva sede de la cofradía, al poco de su creación los frailes solicitaron que la talla de Cristo fuese desmontada del paso e instalada en la Capilla de Nuestra Señora de Gracia en la iglesia conventual, pasando en 1616 a presidir la capilla mayor; los miembros de la hermandad, recelosos ante el temor de que la talla acabase perdiendo su función procesional, tomaron la decisión en 1651 de desvincularse de los agustinos, forzando a los frailes a firmar el depósito temporal de todas las imágenes de la cofradía con el fin de que las mismas se guardasen en el cenobio hasta que terminase la construcción de la que sería su nueva sede, la Iglesia de Nuestro Padre Jesús Nazareno, erigida en un solar ubicado junto a la plaza de la Rinconada, ofrecido por el regidor Andrés de Cabezón en 1627. Tras el fin de las obras en 1676, la cofradía constituyó una nueva regla y procedió a recuperar todos los pasos almacenados en el convento; el traslado se hizo de forma clandestina el 20 de abril tras el fin de la procesión del Viernes Santo,: 6  lo que desató un pleito de gran magnitud ya que los frailes reclamaron ser los legítimos propietarios de los pasos; la disputa llegó ante el nuncio papal, quien en 1678 resolvió a favor de los agustinos, ordenando el regreso de las obras al cenobio. La hermandad apeló al Tribunal de la Rota Romana, si bien para 1682 la disputa todavía no había quedado resuelta, llegándose entonces a un acuerdo amistoso en virtud del cual la cofradía seguía siendo la propietaria de los pasos,: 16  si bien la sentencia definitiva de 1684 obligó a la hermandad a devolver las imágenes al convento; entre ellas se encontraba la figura de Cristo, por lo que ante la ausencia de un crucificado la cofradía encargó el 10 de febrero de ese mismo año al tallista Juan Antonio de la Peña «hacer una hechura de un Santo christo de bulto al espirar, desnudo, de dos varas y cuatro dedos de alto, para que sirva en la procesión que a de zelebrar la cofradía de Jhesus Naçareno el biernes santo que viene d'este año y el peñasco donde se ha de fijar, y le he de dar puesto y asentado en el tablero que se ha de hacer entregándome los tornillos y lo demás que fuere necesario [...] dándome cada semana ciento cinquenta reales de vellón comenzando la primera semana que entrare desde oy dia de la fecha y a ello me obligo en forma [...]». Esta imagen, por la que de la Peña cobró 900 reales, recibe actualmente el nombre de Santísimo Cristo de la Agonía y es venerada en la Iglesia de Nuestro Padre Jesús Nazareno.
Además del Cristo original, se devolvieron a los agustinos dos de los cinco sayones que componen el paso: el Sayon del rótulo y el Sayón de la esponja. Filemón Arribas Arranz llevó a cabo una investigación que sacó a la luz una serie de gestiones de larga duración que culminaron en 1717 con la readquisición de las dos imágenes al boticario Andrés Urbán, a quien los agustinos habían entregado dichas piezas a cambio de que Urbán les perdonase una deuda. Ambas figuras, con cuya reincorporación el paso quedó armado tal y como puede verse hoy día (salvo por la imagen original de Cristo, la cual no sería reintegrada hasta el siglo xx), poseen un estilo que dista de los otros tres sayones ya que sus formas son más alargadas, sus cabezas de menor tamaño, sus rasgos más pronunciados y en general están dotadas de una mayor plasticidad además de exhibir una pose más intrincada y una calidad superior, sobre todo el gallardo Sayón de la esponja, lo que ha llevado a considerar que estas imágenes fueron las que se entregaron junto con el crucificado en 1612, hallándose a su vez más próximas al catálogo de Fernández. Según la documentación conservada parece ser que la hermandad no fue forzada a entregar al convento los tres sayones restantes; existe la certeza absoluta de que las figuras se hallaban en poder de la cofradía para 1699, momento en que fueron sometidas a una intervención consistente en reintegrar diferentes fragmentos y aplicar una nueva encarnadura, labor ejecutada por el pintor José Díez de Prado. Es posible que la condonación al gremio de pasamaneros de un préstamo para finalizar el grupo escultórico otorgase a la cofradía la propiedad de estas piezas, derecho que habría mantenido tras abandonar a los agustinos. El menor grado de estilización de estos tres sayones y el menor nivel de plasticidad, mayormente en el Sayón de la lanza y el Sayón descalabrado, sugieren la participación del taller del maestro, aspecto presente en otros conjuntos procesionales de Fernández.
Hay constancia de que en 1842 fueron retiradas del templo las imágenes de ocho sayones para su traslado al Museo Nacional de Escultura; pese a no especificarse qué sayones eran, generalmente se asume que esos ocho eran los cinco sayones del paso Sed Tengo y los tres del grupo Santísimo Cristo Despojado, conservándose a día de hoy el paso íntegramente en el museo, entidad que logró rearmar el grupo con todas las imágenes originales desde su desintegración en 1684. El conjunto fue a su vez intervenido en varias ocasiones a causa de su tamaño, lo que originaba problemas en el montaje: en 1723 Ignacio de Prado varió el entramado que mantiene sujetas las imágenes mientras que entre 1726 y 1733 Manuel de Ávila restauró el Sayón de la lanza, reparando Ramón Olivares la policromía de todas las figuras en 1795. Es posible que fuese de los primeros pasos en desfilar sobre ruedas, pues constan pagos de reparaciones de ruedas por parte de la cofradía en 1728 y 1730, aunque tal vez solo se usaran para sacarlo de la iglesia. Probablemente dejó de salir en procesión a finales del siglo xviii debido a la decadencia de las cofradías, si bien volvería a desfilar en la década de 1920 con la restauración de la Semana Santa llevada a cabo por el arzobispo Remigio Gandásegui; asignado en principio a la Hermandad de la Sagrada Familia, antecedente de la actual Cofradía de la Exaltación de la Cruz, en 1944 pasaría a procesionar con la Cofradía de las Siete Palabras, hermandad que a día de hoy ostenta su titularidad.

## Controversia

### Datación
Los tres sayones que quedaron en poder de la hermandad (el Sayón de la lanza, el Sayón descalabrado y el Sayón de los dados) han suscitado dudas acerca de su datación. Arribas Arranz fue el primero en vincular el conjunto escultórico con Fernández, postura actualmente considerada correcta y reforzada por Jesús Urrea al aportar el dato de que el 14 de agosto de 1612 un grupo de pasamaneros (entre ellos Márquez) aceptó un pago a favor de Fernández consistente en 50 ducados, abono que ante el desconocimiento de por qué se efectuó ya que el motivo del mismo no consta documentalmente, Urrea asume como parte del pago en concepto de la hechura del grupo que el gremio regaló a la hermandad. Se cree que las dos imágenes que se entregaron en 1612 junto con la talla de Cristo crucificado son el Sayón del rótulo y el Sayón de la esponja con base en sus caracteres estilísticos, cercanos a la producción de Fernández en aquel entonces. Los otros tres sayones lucen una técnica más depurada perteneciente también al catálogo del entallador, descartándose a día de hoy que estas imágenes puedan ser posteriores a 1678 al tiempo que se relaciona su ejecución con la condonación hecha por la hermandad en 1616 al gremio de pasamaneros por el préstamo realizado «para efecto de lo acabar», texto que podría hacer referencia a acabar el conjunto escultórico, el cual posee gran armonía a nivel compositivo pese a haber sido ejecutado en dos momentos distintos.

### Titular
La imagen titular del paso, elaborada en 1612, formó parte del conjunto hasta la desintegración del mismo en 1684, hecho que motivó ese mismo año el encargo de la imagen sustituta a de la Peña, lo que con posterioridad generaría dudas acerca de cuál de las dos era la original. La obra de Fernández permanecería en el convento agustino hasta su incorporación al museo con motivo de la desamortización, siendo con el tiempo reintegrada al paso gracias a que los cinco sayones también acabaron depositados en el museo. En Historia de Valladolid (1750), Manuel Canesi Acevedo hace alusión a la talla al momento de hablar de la venta por parte de los frailes de las esculturas que componían los pasos de la hermandad, donde se menciona que «y solo una se alla en el Claustro que la Cofradía ya la avia hecho nueba», pieza que en ese entonces se custodiaba en una capilla emplazada junto al púlpito. El cenobio sufrió los efectos de la desamortización en 1835, constando en 1836 la retirada de «un Crucifijo grande de tamaño natural» que muy probablemente era el Cristo original del grupo de Fernández. Cuando en el siglo xx Juan Agapito y Revilla rearmó el paso, debido a que la imagen tallada por de la Peña se hallaba en la Iglesia de Nuestro Padre Jesús Nazareno, el historiador optó por emplear un crucificado de los fondos del museo a modo de reemplazo el cual creyó equivocadamente que pertenecía al paso de Longinos de la Cofradía de Nuestra Señora de la Piedad (Agapito y Revilla erró en la iconografía de la imagen ya que en ella Jesús aparece con vida mientras que en la representación del episodio evangélico de Longinos Cristo ya figura muerto puesto que se le acaba de clavar la lanza). En referencia al Cristo de de la Peña, Juan José Martín González señaló lo poco usual de esta representación en tierras de Castilla, siendo la imagen sin embargo muy similar a la de Fernández pese al gran número de simplificaciones en comparación con esta. Finalmente se demostró que la escultura proveniente del convento y almacenada en el museo era la primitiva titular del conjunto, esto gracias a un examen estilístico que permitió certificar que la labor de talla y el periodo en que pudo ser creada la obra cuadraban con las demás imágenes del paso.

## Descripción

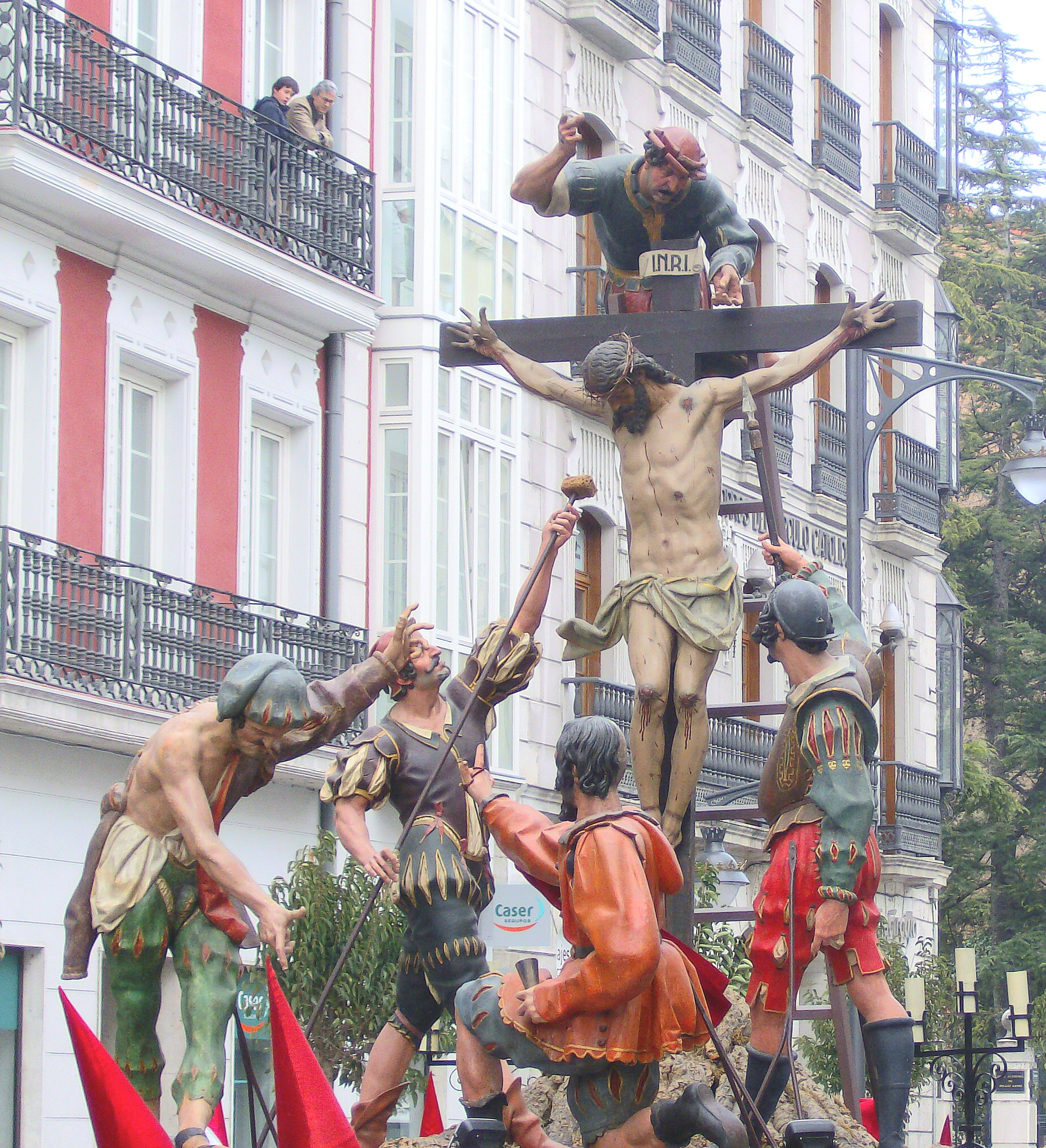
El paso en procesión durante la Semana Santa de 2007.

El episodio representado constituye el momento inmediatamente posterior al levantamiento de la cruz, con Jesús todavía vivo en compañía de cinco sayones o verdugos en disposición de acometer distintos actos registrados en los evangelios. Las imágenes, todas ellas con ojos de cristal en pos de un mayor nivel de realismo, crean una composición marcadamente piramidal si la obra es vista de frente, adoptando la forma de un triángulo rectángulo si se observa de lado, rasgo típico del arte barroco, con la vista del espectador dirigida hacia Cristo gracias a la caña y la lanza que portan respectivamente los dos sayones que figuran en segundo plano, quienes junto con los otros tres representan lo más bajo de la sociedad del momento (ladrones, truhanes, asesinos, estafadores, etc). Todas las figuras se hallan colocadas de forma que el conjunto adquiere gran equilibrio a nivel compositivo, evitándose así cualquier atisbo de rigidez además de quedar el peso mejor repartido. Al tener su origen en una hermandad dedicada a Jesús Nazareno no resulta extraño que los únicos acompañantes del crucificado sean sus ejecutores, lo que por otro lado contradice la ingente cantidad de obras artísticas en las cuales figuran María y San Juan a los pies de la cruz. En el desfile procesional que se realizaba antiguamente el Viernes Santo por la noche, la imagen titular de la cofradía, Nuestro Padre Jesús Nazareno, era acompañada únicamente por los pasos Sed Tengo y Santísimo Cristo Despojado, este último similar a Sed Tengo ya que en él Jesús figuraba junto con cuatro sayones y sin imágenes representativas de la Virgen o San Juan (la devoción se concentraba tan solo en la talla titular y los dos grupos procesionales que desfilaban con ella, complementado todo con la vestimenta de los cofrades). Respecto a la cronología de la obra, a pesar de que Fernández ya había elaborado con anterioridad alguna que otra pieza procesional, como por ejemplo el conjunto San Martín y el pobre, creado en 1606 y conservado en el Museo Diocesano y Catedralicio de Valladolid, es sin embargo la entrega del paso Sed Tengo en 1612 la primera constancia documental de una obra del escultor destinada a procesionar en Semana Santa. Las dimensiones mayores que el natural de todas las imágenes, que con mucho superan a las del grupo de La Elevación de la Cruz tallado por del Rincón, y la osadía por parte del imaginero de colocar una talla por encima de la cruz denotan la revolución que Fernández desataría en la escultura barroca de principios del siglo xvii; a diferencia de del Rincón, el escultor gallego representó no uno sino tres momentos de la crucifixión los cuales se suceden de forma simultánea: la colocación del letrero en la cruz, la aproximación de una esponja empapada en vinagre al rostro de Jesús, y la repartición de las vestiduras del crucificado. Destaca así mismo el anacronismo de los ropajes de los sayones, pues los atuendos romanos desaparecen aquí para dar paso a prendas que recuerdan a los soldados del ejército de Flandes, sobre todo a los arcabuceros, descontextualización explicada por el deseo de querer hacer el sufrimiento de Cristo más cercano en el tiempo, plasmándose así mismo vicios propios de la época.

### Cristo crucificado
La figura, influenciada tal vez por las hercúleas obras vallisoletanas de Pompeo Leoni, siempre ha sido tomada como una pieza vinculada a la producción de Fernández en mayor o menor medida. Su elaboración se sitúa frecuentemente entre 1610 y 1612 (sobre todo hacia este último año) debido a lo blando de su anatomía, la suavidad de los rizos tanto del cabello como de la barba, y el enlatonado de los drapeados del paño de pureza, todo lo cual lo vincula con el Cristo de los Trabajos, conservado en la Iglesia de Nuestra Señora de la Asunción de Laguna de Duero y ejecutado como muy tarde en 1610. El titular del paso mide 190 cm (las dimensiones junto con la cruz son 216 × 171 × 50 cm) y posee un elevado grado de plasticidad y patetismo, esto último gracias a los regueros de sangre presentes en las rodillas, los brazos y el rostro. La talla, de carnaciones mate, se cubre de moratones y exhibe heridas despellejadas las cuales cuentan con tejido para un mayor nivel de realismo, estando la zona genital cubierta por un paño de pureza policromado en verde. El rostro está dotado de una gran expresividad y posee una mirada que infunde dolor, con el cabello cayendo delicadamente sobre el hombro derecho y destacando sobre la cabeza una corona de espinas natural, único elemento accesorio de la pieza. Con un tono de piel blanquecino, casi lechoso, la figura posee la característica de ser un crucificado aún vivo ya que la escena representada constituye la quinta palabra dicha por Jesús en la cruz, además de carecer de la herida de Longinos y de tener los dedos de ambas manos abiertos y en tensión como signo de padecimiento. El paño que cubre su desnudez cuenta con finos drapeados y a la derecha con un delicado nudo cuyo extremo, en vez de caer en vertical, parece ondeado por el viento. Para aumentar el grado de realismo, la figura exhibe marcas de cuerdas en los tobillos y las muñecas, estando la cabeza girada a la derecha y los ojos en dirección a la esponja que le acerca uno de los verdugos.

### Sayón del rótulo
Esta figura, con unas dimensiones de 180 × 88 × 100 cm, se halla detrás de la cruz en lo alto de una escalera, motivo por el que también es conocido como Sayón de la escalera. Dotado de mucho movimiento y con una pose bastante atrevida, la mano derecha se encuentra en disposición de portar amenazante un martillo para seguir fijando el letrero con el monograma INRI. En cuanto a su anatomía, el verdugo, de rasgos un tanto grotescos, exhibe una nariz aguileña, boca abierta en señal de cansancio por el esfuerzo realizado, y tensión en el brazo derecho y los músculos faciales, mientras que en lo relativo a la vestimenta luce prendas propias del siglo xvii: gorro de color bermellón con borde blanco de doble vuelta y con perfil recortado, jubón verde oscuro y por debajo un chaleco del mismo tono que el gorro ceñido con un pequeño cinturón, calzón en color oliva con acuchillado a través del cual se aprecia tela en ocre, y botas altas y ajustadas de color marrón. Al momento de ser reincorporado al paso, Agapito y Revilla lo situó en una escalera baja y con el pie izquierdo apoyado en tierra, si bien tal y como teorizó Arribas y más tarde corroboró Martín González basándose en la descripción de Canesi Acevedo («y un judío clavando el rótulo en lengua hebrea, griega y latina, y dos sayones partiendo la túnica y jugándose los dados»), la ubicación correcta es en la cúspide de la cruz, justo encima de Cristo.

### Sayón de la esponja
Anteriormente considerado como uno de los mejores verdugos tallados por Fernández, este sayón, emplazado a la diestra del crucificado, acerca a Jesús, en la punta de una caña, una esponja empapada en vinagre y hiel, elemento que identifica este episodio con la quinta palabra dicha por Cristo en la cruz. Con unas medidas de 234 × 72 × 96 cm contando la caña, el rostro, de buena factura, posee un modelado blando y facciones grotescas, con la nariz aguileña, ceño fruncido, perilla y bigote con las puntas dobladas hacia arriba. Con la vista dirigida hacia la faz de Jesús, luce gorro bermellón con los extremos dentados y borlas en la zona posterior, camisa de color blanco y por encima un coleto en color vino, mangas de idéntica tonalidad con acuchillado, y calzón verdoso amarrado al jubón con cenojiles del mismo color que el gorro el cual llega por debajo de la rodilla y exhibe dos hileras con acuchillado.

### Sayón de la lanza
Conocido también como Sayón del caldero, figura con la pierna izquierda hacia delante y portando una lanza en la mano derecha la cual levanta en dirección al crucificado, sujetando al mismo tiempo  con la mano izquierda un caldero lleno del vinagre con el que está empapada la esponja. Con unas medidas de 220 × 62 × 108 cm, luce un rostro desprovisto de rasgos grotescos y caracterizado por un frondoso bigote, una larga perilla y un mechón sobre la frente. Viste una coraza marrón con hombreras, mangas de color verde oscuro con acuchillado a través del que se divisa tela bermellón, calzón también bermellón con acuchillado y extremo dentado (destaca una hilera de  botones en la bragueta), botas altas de color negro y calzas anaranjadas.

### Sayón descalabrado
Con unas dimensiones de 137 × 58 × 150 cm, recibe este peculiar nombre en los documentos de la hermandad a causa de una cicatriz situada en la parte posterior de la cabeza, donde se halla una pequeña calva. La rodilla derecha reposa en el suelo y los brazos se disponen de la misma forma que los del Sayón de la lanza, aferrando con la mano izquierda un cubilete mientras con el dedo índice de la mano derecha indica la suerte obtenida en el reparto de las vestiduras de Jesús (de textil auténtico en vez de talladas en madera) tras haber arrojado los dados. Posee un vistoso bigote y luce calzón turquesa con acuchillado hasta las rodillas, camisa blanca, jubón naranja de manga larga ceñido con un cinturón, hombreras de gran tamaño y botas que cubren hasta la pantorrilla.

### Sayón de los dados
Esta imagen, cuyo aspecto desaliñado contrasta fuertemente con la pulcra presencia del Sayón descalabrado, se sitúa en primer término dentro de la escena, a la diestra del crucificado, y figura de pie con el brazo derecho alargado y la mano en posición de señalar los dados. Muy elegante a nivel compositivo y a medio vestir tras haber cumplido con la tarea de sujetar a Cristo en la cruz, tiene el ceño fruncido y un rostro en términos generales muy blando y expresivo (marcado en la mejilla derecha con una herida cicatrizada), estando la talla en perfecto equilibrio pese a su pose inestable y haciendo gala de una calidad plástica superior a la del Sayón descalabrado. De carnaciones mate y con unas medidas de 188 × 110 × 107 cm, porta un gorro similar a una birretina de color verde con acuchillado a través del cual se divisa tela de color granate, jubón con hombreras también granate a medio poner (dejando parte del torso y de la espalda descubiertos al igual que el brazo derecho), calzón verde oscuro hasta los tobillos con acuchillado y sandalias oscuras. Esta imagen, la más expresiva del grupo junto con el Sayón de la esponja, está probablemente basada en un grabado sobre el episodio evangélico del Camino del Calvario realizado por Johan Sadeler puesto que en el mismo figura en primer término un verdugo con la misma clase de gorro y en una pose parecida.